# IC 4928
IC 4928 ist eine Spiralgalaxie vom Hubble-Typ Sb? im Sternbild Oktant am Südsternhimmel. Sie ist schätzungsweise 579 Millionen Lichtjahre von der Milchstraße entfernt.
Das Objekt wurde am 22. September 1900 von DeLisle Stewart entdeckt.